# یواس‌اس مونادناک (ای‌سی‌ام-۱۴)
یواس‌اس مونادناک (ای‌سی‌ام-۱۴) (به انگلیسی: USS Monadnock (ACM-14)) یک کشتی بود که طول آن ۱۸۹ فوت (۵۸ متر) بود. این کشتی در سال ۱۹۴۲ ساخته شد.